# V533 Herculis
V533 Herculis eller Nova Herculis 1963 var en snabb nova i stjärnbilden  Herkules. Novan upptäcktes den 30 januari 1963 av den svenske amatörastronomen Elis Dahlgren och kom att kallas ”Nova Dahlgren” för en kort tid. Den nådde magnitud +3,0 i maximum och bleknade sedan snabbt i ljusstyrka. Numera är den en förmörkelsevariabel av 16:e magnituden.